# 纳沙泰尔隧道
纳沙泰尔隧道是瑞士纳沙泰尔州的一座双洞高速公路隧道，承载瑞士A5高速公路，穿过纳沙泰尔市中心，全长4150米，设计时速100km/h，1993年通车。